# 10866 Peru
För andra betydelser, se Peru (olika betydelser).
10866 Peru eller 1996 NB4 är en asteroid i huvudbältet som upptäcktes den 14 juli 1996 av den belgiske astronomen Eric W. Elst vid La Silla-observatoriet. Den är uppkallad efter det sydamerikanska landet Peru.
Asteroiden har en diameter på ungefär 6 kilometer.